# Laxenecera
Laxenecera is een vliegengeslacht uit de familie van de roofvliegen (Asilidae).

## Soorten
- L. abdominalis Oldroyd, 1970
- L. albibarbis Macquart, 1838
- L. albicincta (Loew, 1852)
- L. andrenoides Macquart, 1846
- L. auribarba Karsch, 1879
- L. auricomata Hermann, 1919
- L. auripes Hermann, 1919
- L. bengalensis (Wiedemann, 1821)
- L. cooksoni Oldroyd, 1974
- L. chapini Curran, 1927
- L. chrysonema Oldroyd, 1970
- L. dasypoda Speiser, 1910
- L. dimidiata Curran, 1927
- L. engeli Oldroyd, 1974
- L. flavibarbis Macquart, 1838
- L. francoisi Oldroyd, 1970
- L. gymna Oldroyd, 1970
- L. heteroneura (Macquart, 1838)
- L. langi Curran, 1927

- L. macquarti Oldroyd, 1980
- L. misema Oldroyd, 1970
- L. moialeana Séguy, 1939
- L. mollis (Loew, 1858)
- L. nigrociliata Hermann, 1919
- L. niveibarba Hermann, 1919
- L. pulchella Oldroyd, 1970
- L. rufitarsis Bezzi, 1908
- L. scopifera Speiser, 1910
- L. serpentina Hermann, 1919
- L. sexfasciata (Walker, 1851)
- L. sororcula Karsch, 1888
- L. tristis Bigot, 1858